# RFA Brambleleaf (A81)
Pour les autres navires du même nom, voir RFA Brambleleaf.
Le RFA Brambleleaf (A81) est un navire-citerne de la classe Leaf (en) de la Royal Fleet Auxiliary.

## Histoire
En avril 1982, le Brambleleaf est enlevé de la patrouille Armilla dans le golfe Persique pour servir lors de la guerre des Malouines. En raison des dommages causés par les intempéries, le Brambleleaf transfère sa cargaison au RFA Tidespring au large de la Géorgie du Sud et retourne au Royaume-Uni pour des réparations en mai avant de retourner dans l'Atlantique Sud en juin et de nouveau en août.
Le 18 novembre 1983, le Brambleleaf va avec le HMS Fearless pour soutenir l'opération Offcut, un soutien naval aux troupes britanniques de la force multinationale au Liban.
En 2003, le Brambleleaf est l'un des 13 navires de la RFA déployés pour l'opération Liberté irakienne.
Le navire est retiré du service en septembre 2007.